# Manjalagodu, Alur
Manjalagodu là một làng thuộc tehsil Alur, huyện Hassan, bang Karnataka, Ấn Độ.